# Gabriel Pérez
Gabriel Pérez Tarifa (Córdoba, Córdoba, 15 de octubre de 1985) es un exfutbolista argentino que jugaba como delantero.

## Trayectoria

### Racing de Córdoba
Pérez Tarifa debutó con la camiseta de Racing de Córdoba en 2004. Jugó en la academia cordobesa hasta el 2006.

### Argentinos Juniors
En 2007 pasó a Argentinos Juniors. Su primera etapa en el club duró hasta el 2009. En 2011 volvió al bicho y disputó una temporada.

### Independiente Rivadavia
En 2009 llegó a Independiente Rivadavia. En el equipo mendocino jugó hasta el 2010.

### Atlético Tucumán
Para la temporada 2010/11 se mudó a San Miguel de Tucumán y se unió a Atlético Tucumán. Con la camiseta del decano jugó hasta 2011.

### Gimnasia de Jujuy
En 2012 llegó a Gimnasia de Jujuy. Jugó en el lobo jujeño hasta el año 2014.

### Sportivo Patria
En 2014 se sumó a Sportivo Patria, donde tuvo un breve paso.

### Juventud Antoniana
En 2015 pasó a Juventud Antoniana. En el equipo salteño jugó un año.

### San Lorenzo de Alem
En 2016 se unió a San Lorenzo de Alem. Con el equipo de Catamarca tuvo uno de sus mejores registros goleadores. Jugó en la institución hasta el 2017.

### Juventud Unida de San Luis
En 2017 viajó a San Luis, para sumarse a Juventud Unida. Jugó en el equipo auriazul hasta 2018.

### Deportivo Maipú
En 2018 pasó a Deportivo Maipú. En el equipo mendocino jugó hasta 2019.

### Sportivo Peñarol
En 2019 llegó a Sportivo Peñarol, club en el que le puso fin a su carrera, en el 2021.

## Clubes
| Club                    | País      |
| ----------------------- | --------- |
| Racing de Córdoba       | Argentina |
| Argentinos Juniors      | Argentina |
| Independiente Rivadavia | Argentina |
| Atlético Tucumán        | Argentina |
| Gimnasia de Jujuy       | Argentina |
| Sportivo Patria         | Argentina |
| Juventud Antoniana      | Argentina |
| San Lorenzo de Alem     | Argentina |
| Juventud Unida          | Argentina |
| Deportivo Maipú         | Argentina |
| Sportivo Peñarol        | Argentina |